# Terézvárosi TC
A Terézvárosi Torna Club, rövidítve TTC, 1902-ben alakult Budapest VI. kerületében. 1953-ban szűnt meg.

## Alapítása
A Hunnia Ifjúsági Football Club-ból alakult 1902-ben. Először Fővárosi Torna Club néven. A Terézvárosi Torna Club nevet 1909-ben vette fel.

## Működése
Az egyik legjelentősebb szakosztálya az ökölvívás volt, melyben először ők nyertek csapatbajnokságot Magyarországon. További szakosztályai voltak: kerékpár, labdarúgás, autó- és motorsport és turisztika.

## Labdarúgás
Először az 1904-es idényben szerepeltek a bajnokságban. Ezt követően 9 szezonon át játszottak az élvonalban. Legjobb eredményeik: két ötödik helyezés volt (1908-09, 1911–12). Az 1912–13-as idényben az utolsó, 10. helyen végeztek és kiestek.
Az 1918–19-es szezonban, újoncként ismét 5. lettek. 1921–22-es idényben utolsó előttiek lettek és elbúcsúztak az élvonaltól, ahová történetük során már nem kerültek vissza.
Híres játékosok
* a félkövérrel írt játékosok rendelkeznek felnőtt válogatottsággal.
- Fekete Miklós
- Kovács Lajos
- Szentey Sándor
- Vágó Antal